# Beizhong
Beizhong (kinesiska: 北中) är en köping i östra Kina. Den ligger i Taihu härad i Anqing i provinsen Anhui, omkring 190 kilometer sydväst om provinshuvudstaden Hefei. Antalet invånare är 32830. Befolkningen består av 15 557 kvinnor och 17 273 män. Barn under 15 år utgör 14,0 %, vuxna 15-64 år 76 %, och äldre över 65 år 9,0 %.